# 南海ED5105形電気機関車
南海ED5105形電気機関車（なんかいED5105がたでんききかんしゃ）は、南海電気鉄道（南海）が所有していた直流用電気機関車である。

## 概要
南海が1923年4月から6月にかけて10台を梅鉢鉄工所にて製作した直流用電気機関車である。
登場当初は電機第2号形と称され、電機第1号形の続番である1005～1014が付番された。
寸法的には電機第1号形とほぼ同じで、全長11455mm、幅2590mm、全高4040mmで、いわゆる凸形機関車である。
主電動機は電3形電車から流用したAEG・U-110形・98HP×4基、ギヤ比は67:21、台車はブリル27形E-2である。

## 変遷
落成当初はポール集電だったが、1923年12月25日付でパンタグラフに変更を申請、翌1924年2月26日付けで換装を完了した。また、1014号は1926年1月23日付けで電機第5号形1021～1024号機のテスト機として、日立製105HP×4へ主電動機を換装している。このため、1936年の改番では1005～1013はEF3形5105～5113となり、1014のみEF4形5114とされた。
戦時中、1945年7月9日の空襲で和歌山市駅にて焼失した5106・5108・5110の3両は1947年12月24日付けで廃車となった。そのため戦後は5105、5107・5109・5111～5113の6両が残った。
1949年5月9日付けの車番整理ではED5101形となり、5105・5107・5111・5112はそのままの車番であったが、5109は5108へ、5113は5106へと繰り上げられた。また、5111・5112を除いて制御器がHL-100形に換装された。
その後は高野線の貨物営業の縮小や、新型の5201形の登場などにより1971年より5111・5112から廃車が再開、1974年3月8日付けで形式消滅となった。このうち5107はさやま遊園に保存され、5108は国見山石灰鉱業専用線（三重県）に払い下げられたが、どちらも後に解体されて現存しない。

## 主要諸元
- 全長：11,455mm
- 全幅：2,590mm
- 全高：4,040mm
- 電気方式：直流600V（架空電車線方式）
- 軸配置：B-B
- 主電動機：AEG・U-110形（98HP）×4基
  - 歯車比：67:21